# فالنتين فوس
فالنتين فوس (بالنرويجية البوكمول: Valentin Voss)‏ هو محامي نرويجي، ولد في 27 أغسطس 1880، وتوفي في 23 يونيو 1964.